# انتخابات الرئاسة الكولومبية 1930
انتخابات الرئاسة الكولومبية 1930 هي انتخابات رئاسية جرت في 1930، في كولومبيا، لانتخاب رئيس كولومبيا.
فاز بالانتخابات Enrique Olaya Herrera ‏.